# Étriché
Étriché es una población y comuna francesa, en la región de Países del Loira, departamento de Maine y Loira, en el distrito de Angers y cantón de Durtal.

## Demografía
| 887 | 921 | 922 | 982 | 1024 | 1162 |
| Para los censos de 1962 a 1999 la población legal corresponde a la población sin duplicidades (Fuente: INSEE [Consultar]) |     |     |     |      |      |